# Foveosculum indistinctum
Foveosculum indistinctum là một loài tò vò trong họ Ichneumonidae.